# 比爾克巴赫河
49°57′34.14″N 9°13′32.41″E / 49.9594833°N 9.2256694°E

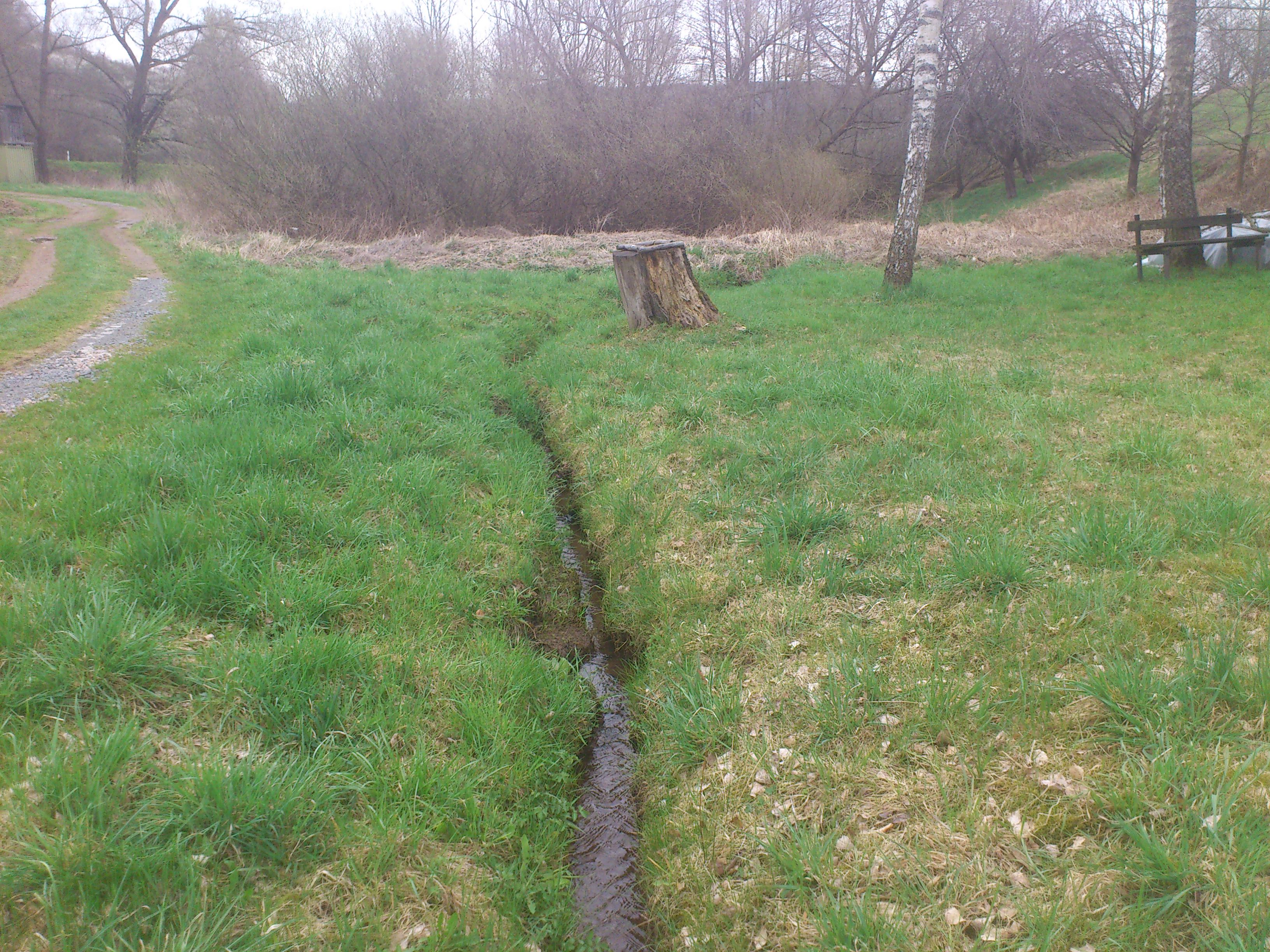
比爾克巴赫河

比爾克巴赫河（德語：Birkbach），是德國的河流，位於該國東南部，由巴伐利亞負責管轄，屬於莫斯巴赫河的右支流，河道全長1公里，流域面積0.4平方公里。